# پل رایشهارت
پل رایشهارت (دانمارکی: Poul Reichhardt؛ ‏ ۲ فوریهٔ ۱۹۱۳ – ۳۱ اکتبر ۱۹۸۵) بازیگر اهل دانمارک بود.
از فیلم‌هایی که وی در آن نقش داشته است، می‌توان به زنت را به من قرض بده، همه اینها به‌علاوه ایسلند، مرغزار سرخ، قصر و هدیه اشاره کرد.